# Situazionismo

I fondatori dell'Internazionale situazionista a Cosio di Arroscia, nel luglio del 1957. Da sinistra a destra: Pinot Gallizio, Piero Simondo, Elena Verrone, Michèle Bernstein, Guy Debord, Asger Jorn e Walter Olmo

L'Internazionale Situazionista fu un movimento filosofico-sociologico ed artistico marxista libertario, con radici nelle avanguardie artistiche d'inizio Novecento, come il Dada, il surrealismo e il costruttivismo russo, e nel pensiero politico legato al cosiddetto comunismo di sinistra, in particolar modo consiliarista e luxemburghista-spartachista, benché risentisse anche di vaghi accenti anarchici, in particolar modo in alcune delle idee legate al pensiero di Max Stirner. Formatosi nel 1957, restò attivo in Europa per tutti gli anni sessanta, aspirando a importanti trasformazioni sociali e politiche.
Nel corso degli anni sessanta si scisse in vari gruppi, tra cui la Bauhaus Situazionista e la Seconda Internazionale Situazionista. La Prima Internazionale Situazionista si sciolse nel 1972.

## Storia
L'Internazionale Situazionista nasce il 28 luglio del 1957 a Cosio di Arroscia, in provincia di Imperia, dalla fusione di alcuni componenti dell'Internazionale lettrista, del Movimento Internazionale per una Bauhaus immaginista, o MIBI, del movimento CO.BR.A. e del Comitato psicogeografico di Londra.
Il programma dell'Internazionale situazionista è creare situazioni, definite come momenti di vita concretamente e deliberatamente costruiti mediante l'organizzazione collettiva di un ambiente unitario e di un gioco di eventi. Le situazioni vanno create tramite l'Urbanismo Unitario, un nuovo ambiente spaziale di attività dove l'arte integrale e una nuova architettura possano finalmente realizzarsi. I situazionisti si propongono di inventare giochi di una nuova essenza, ampliando la parte non-mediocre della vita, diminuendone, per quanto possibile, i momenti nulli.
Questo il programma d'azione adottato dagli artisti sperimentali del MIBI e dai lettristi al momento di confluire nella neonata Internazionale situazionista. Programma modificato e ormai abbandonato da tempo al momento della fine del movimento, avvenuta nel 1972 a Parigi per autoscioglimento. Anagraficamente il gruppo dura circa 15 anni, durante i quali si sposterà dal terreno delle avanguardie artistico-letterarie da cui era partito, verso quello più ampio della critica rivoluzionaria. Campo, quest'ultimo, in cui finirono per incontrare e valutare positivamente le analisi compiute da settori vicini al KAPD (Partito Comunista Operaio), movimento contro il quale Lenin scrisse "estremismo, malattia infantile del socialismo".
Figure di spicco del movimento, a cui si dovranno la maggior parte degli sviluppi teorici dell'Internazionale, sono il francese Guy Debord (autore del testo chiave La società dello spettacolo), il danese Asger Jorn, il belga Raoul Vaneigem e l'italiano Giuseppe Pinot-Gallizio. Concetti fondamentali del programma dell'Internazionale situazionista al momento della fondazione furono il già citato Urbanismo unitario, la psicogeografia, ovvero l'esplorazione pratica del territorio attraverso le derive, e l'idea del potenziale rivoluzionario del tempo libero.
Sulla scorta di queste premesse il movimento cresce e si sviluppa lungo tutto il corso degli anni sessanta, in particolare dopo la pubblicazione dell'opuscolo "La miseria nell'ambiente studentesco francese" scritto dal tunisino Mustapha Khayati (1966), e diffuso in tutte le grandi università europee, e trova nel Maggio 1968, a Parigi, il momento più alto di affermazione, laddove si incontreranno il desiderio di cambiamento dei giovani francesi e le teorie carnevalesche (ovviamente in senso rivoluzionario) e scandalose dei situazionisti. Dopo il maggio la popolarità del gruppo raggiunge livelli mai visti. Centinaia di persone si definiscono situazionisti senza avere realmente recepito i principi ispiratori dell'Internazionale. Abituati ai gruppi di massa, essi desiderano semplicemente aderire. La sezione francese viene inondata di richieste. Debord lascia il posto di editore della rivista, disgustato da questa massa di ciechi ammiratori che chiama sprezzatamente pro-situ, ovvero i seguaci che si avvicinavano all'Internazionale aspettandosi di entrare a far parte di un movimento che non esisteva.
Ugo Nespolo considera di grande importanza il volume La société du spectacle pubblicato nel 1967 da Guy Debord per coloro «che ricercavano nei fatti del Sessantotto una connotazione teorica e non solo, (...)». Debord «riprende i suoi grandi mentori tra i quali Cervantes, Machiavelli, Lukács e Marx», così come il concetto di feticismo della merce di provenienza marxista. Nespolo continua asserendo che sia in Lukács che in Debord «la critica alla contemplazione è fortissima: solo nell'attività l'uomo realizza se stesso, nel caso contrario non può esserci che alienazione».
Nel 1972, a forza di scissioni ed espulsioni varie, Debord e Gianfranco Sanguinetti si ritroveranno praticamente unici rappresentanti dell'Internazionale, disgustati tra l'altro da quanto avvenuto durante l'ottavo congresso tenutosi a Venezia, invaso da pro-situ. Per questo si deciderà per l'autoscioglimento non prima di aver dato alle stampe l'ultimo scritto dell'Internazionale: La veritable scission dans l'Internationale. Una delle più importanti prese di posizione è stata la riflessione sul diritto d'autore: su ogni loro opera (libro, video, volantino ecc.) era specificato che questa poteva essere fotocopiata in pezzi o intera, modificata o distribuita, sempre a patto che ciò non venisse fatto a scopo commerciale. Una modalità di utilizzo dell'opera che verrà ripresa decenni dopo attraverso il concetto di copyleft.

### Gli attriti con la sinistra istituzionale
L'Internazionale situazionista è stata ed è un termine di paragone scomodo per le sinistre "istituzionali" dei vari paesi. I situazionisti hanno sempre attaccato, sin dagli inizi negli anni cinquanta, i regimi totalitari come quelli sovietico e maoista. Gli attacchi ai regimi socialisti dell'est Europa, dell'estremo oriente e non solo, erano formulati con gli strumenti situazionisti dell'analisi marxista. A distanza di 30 anni, quei testi sono stati riconosciuti come classici di analisi marxista. Il paragone scomodo per la sinistra istituzionale è duplice:
- da una parte per il ruolo cruciale, riconosciuto dagli studiosi del periodo, che i situazionisti ebbero nello scatenare e alimentare il Sessantotto. Il che esprime un giudizio eloquente sul modello di azione politica della sinistra istituzionale, negli anni sessanta ostile ai situazionisti, e spesso ai movimenti in generale.
- d'altra parte per il paragone sulla validità delle analisi teoriche. L'analisi marxista della Società dello spettacolo, così come altri testi di analisi marxista pubblicati dai situazionisti, sono tutt'oggi di grande attualità, e suonano adesso quasi ovvi, quando prima inaccessibili perché troppo all'avanguardia. Secondo alcuni autori, le teorie sposate dall'Intellighenzia della Sinistra istituzionale in quegli stessi anni, come l'althusserismo, il maoismo, l'operaismo ed il freudo-marxismo, non godono della stessa capacità che ha il situazionismo di rappresentare il momento storico in cui viviamo.

Lo storico Timothy James Clark individua in queste ragioni l'atteggiamento ostile della sinistra istituzionale verso il Situazionismo, di cui cerca di non parlare, o di parlarne riducendolo a movimento artistico.

## Il vocabolario dei situazionisti

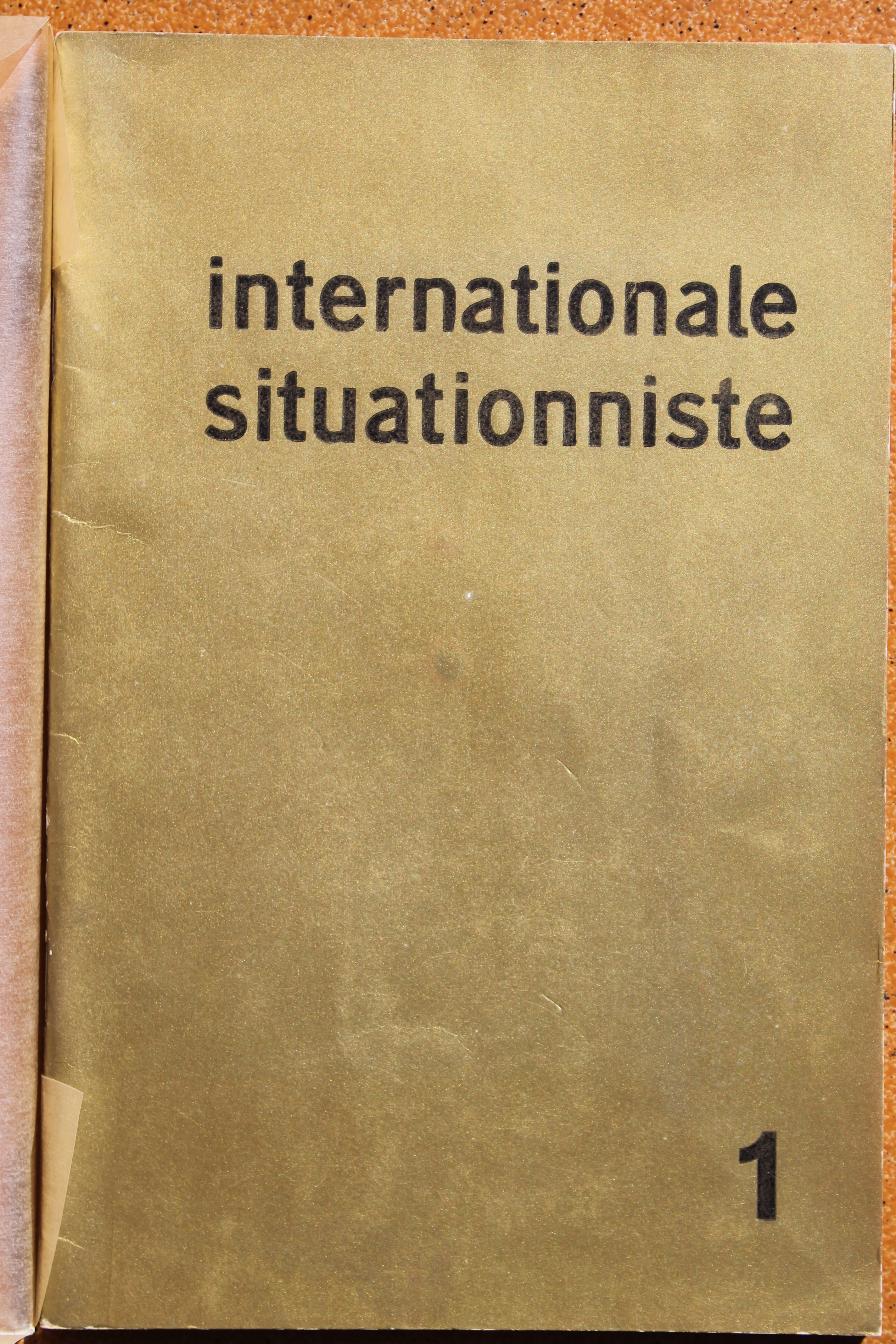

(Da: Internationale situationniste, n. 1, Parigi, giugno 1958.
Trad. it.: Internazionale situazionista 1958-69, Nautilus, Torino 1994)
- Situazione costruita

Momento della vita, concretamente e deliberatamente costruito mediante l'organizzazione collettiva di un ambiente unitario e di un gioco di avvenimenti.
- Situazionista

Ciò che si riferisce alla teoria o all'attività pratica di una costruzione di situazioni. Colui che si adopera a costruire delle situazioni. Membro dell'Internazionale situazionista.
- Situazionismo

Da osservatori esterni, il vocabolo è usato per indicare il movimento.
- Psicogeografia

Studio degli effetti precisi dell'ambiente geografico, disposto coscientemente o meno, che agisce direttamente sul comportamento affettivo degli individui.
- Psicogeografico

Relativo alla psicogeografia. Ciò che manifesta l'azione diretta dell'ambiente geografico sull'affettività.
- Psicogeografo

Colui che ricerca e trasmette le realtà psicogeografiche.
- Deriva

Modo di comportamento sperimentale legato alle condizioni della società urbana: tecnica di passaggio frettoloso attraverso vari ambienti. Si dice anche, più particolarmente, per designare la durata di un esercizio continuo di questa esperienza.
- Urbanismo unitario

Teoria dell'impiego di insieme delle arti e tecniche che concorrono alla costruzione integrale di un ambiente in legame dinamico con esperienze di comportamento.
- Détournement

Si impiega per abbreviazione della formula: détournement di elementi estetici precostituiti. Integrazione di produzioni attuali o passate delle arti in una costruzione superiore dell'ambiente. In questo senso, non può esserci pittura o musica situazionista, ma un uso situazionista di questi mezzi. In un senso più primitivo, il détournement all'interno delle antiche sfere culturali è un metodo di propaganda, che testimonia l'usura e la perdita d'importanza di tali sfere.
- Cultura

Riflesso e prefigurazione, in ogni momento storico, delle possibilità di organizzazione della vita quotidiana; il complesso dell'estetica, dei sentimenti e dei costumi, tramite cui una collettività reagisce sulla vita che le è obiettivamente data dalla sua economia. (Noi definiamo questo termine soltanto nella prospettiva della creazione dei valori, non in quella del loro insegnamento.)
- Decomposizione

Processo per cui le forme culturali tradizionali si sono autodistrutte, sotto l'effetto dell'apparizione di mezzi superiori di dominio della natura, che permettono ed esigono delle costruzioni culturali superiori. Si distingue tra una fase attiva della decomposizione, demolizione effettiva delle vecchie sovrastrutture – che cessa verso il 1930 –, e una fase di ripetizione, che domina da allora. Il ritardo nel passaggio dalla decomposizione a nuove costruzioni è legato al ritardo nella liquidazione rivoluzionaria del capitalismo.

## Détournement
Il détournement (in italiano deviazione, distrazione, anche deturnamento) è una delle pratiche politico-artistiche elaborate all'interno del movimento dell'internazionale situazionista. Questa pratica per essere colta appieno va letta in analogia con un'altra pratica dei situazionisti: la Deriva situazionista. All'interno di una teoria determinista, la psicogeografia, per la quale è l'ambiente a modellare l'individuo, la Deriva situazionista si configura come pratica di liberazione dai dispositivi ambientali percepiti come dispotici.
Più in generale la Deriva situazionista può essere definita come volontario smarrimento dell'orientamento o come vagare senza meta e scopo. Il senso di questa perdita dell'orientamento, da parte di chi la pratica, è quella di abituare il soggetto ad un'apertura mentale verso nuovi, inattesi e magari anche estranianti aspetti della realtà, soprattutto se effettuata nei luoghi geografici che abitualmente si abitano. Si tratta, quindi, di un training sensoriale, che consente nuove percezioni ed esperienze estetiche attraverso cui i soggetti si riconfigurano. La sperimentazione estetica diviene quindi l'occasione per una trasformazione, anche politica, di individui che si dotano così di una nuova consapevolezza.
In maniera analoga a ciò che avviene nello spazio e il tempo attuali, ma operando sul piano culturale o nello spazio e nel tempo virtuale dei riferimenti dotti, il détournement cerca di far deviare chi lo pratica da certi alienanti e dispotici meccanismi culturali, specialmente se legati alla comunicazione di massa, recepiti in forma acritica (la pubblicità ne è l'esempio principe).
Il détournement può essere visto come una Deriva che procede, però, da un'idea di critica politica o culturale finendo col modificare oggetti estetici già dati (testi, immagini, suoni, ecc.).
Raoul Vaneigem definiva il deturnamento come "la libertà di cambiare il senso di tutto ciò che serve il potere; la libertà per esempio di trasformare la cattedrale di Chartres in luna-park, in labirinto, in campo di tiro, in passaggi onirico ecc.".
Praticamente si tratterebbe di effettuare delle citazioni ma con delle variazioni che effettuano uno scarto di senso. Oppure di inserire citazioni fuori contesto. Ovvero anche si possono mescolare piani culturali differenti (citazioni dotte con elementi della cultura popolare). Si immagini ad esempio il personaggio di un fumetto, medium tradizionalmente considerato "popolare", nelle cui nuvolette siano riportati discorsi sulla lotta di classe o pubblicità i cui protagonisti effettuino analisi contro il consumismo. I testi (o l'immagine) citati risultano così estranei, inattesi e portatori di una nuova direzione di significato che originariamente non avevano. Il détournement in altri termini sarebbe un caso specifico e particolare di Deriva agito però non sulla collocazione spazio-temporale del presente, ma sul piano storico-culturale e mediatico della società dello spettacolo.
Esempi di détournement si possono trovare in Luther Blissett, Totò, Peppino e la guerra psichica 2.0, Carmelo Bene nell'opera teatrale Amleto (da Shakespeare a Laforgue) e Salomé, e Daniele Luttazzi in Adenoidi e Lolito.

## Bibliografia

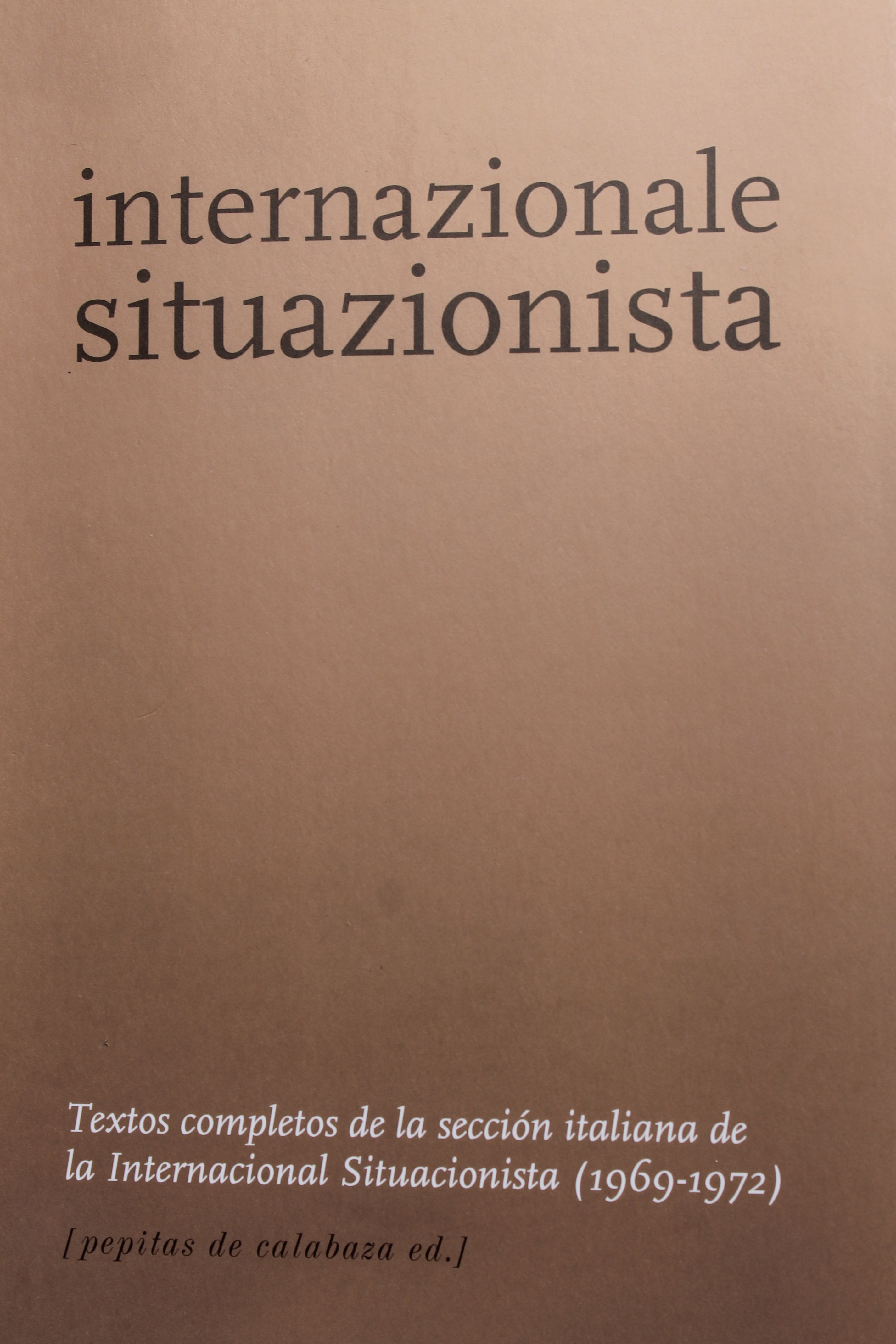
Internazionale situazionista (Pepitas de calabaza ed.)

## Personaggi correlati
- Guy Debord
- Ansgar Elde
- Pinot Gallizio
- Asger Jorn
- Mario Perniola
- Piero Simondo
- Alexander Trocchi
- Raoul Vaneigem
- Jacqueline de Jong
- Gianfranco Sanguinetti
- Raoul Vaneigem